# Шамбре (Мозел)
Шамбре (фр. Chambrey) насеље је и општина у североисточној Француској у региону Лорена, у департману Мозел која припада префектури Шато Сален.
По подацима из 2011. године у општини је живело 386 становника, а густина насељености је износила 26,82 становника/km². Општина се простире на површини од 14,39 km². Налази се на средњој надморској висини од 219 метара (максималној 313 m, а минималној 195 m).

## Демографија
| 1962. | 1968. | 1975. | 1982. | 1990. | 1999. | 2011. |
| ----- | ----- | ----- | ----- | ----- | ----- | ----- |
| 345   | 366   | 345   | 364   | 342   | 341   | 386   |

График промене броја становника у току последњих година